# تریزا آن ساووی
تریزا آن ساووی (انگلیسی: Teresa Ann Savoy؛ ‏ ۱۸ ژوئیهٔ ۱۹۵۵ – ۹ ژانویهٔ ۲۰۱۷) یک بازیگر اهل بریتانیا بود.
از فیلم‌هایی که وی در آن نقش داشته است، می‌توان به کالیگولا، سالن کیتی و دانونزیو اشاره کرد.